# Ustanak Jurja Vojteha
Ustanak Jurja Vojtjeha bio je ustanak koji je podigao bugarski boljar Juraj (Georgi) Vojtjeh.

## Povijest
Izbio je 1073. godine. Nastao je kao želja Bugara za oslobođenjem od bizantske vlasti.
Muška loza bugarskih vladara bila je izumrla. Ustaničke su vođe pozvale u pomoć vladara Duklje Mihaila. Zamolili su ga neka im dade jednog od svojih sinova za cara. Razlog zašto su pozvali vladara druge države u pomoć bio je taj što je Mihajlo bio potomak bugarskog cara Samuela (Samuila) po ženskoj lozi. 
Bizantski kroničar Ivan Skilica zabilježio je u djelu Pregled povijesti: 
- "Bugarske starješine zamole Mihajla, tadašnjega vladara onih, koji se zovu Hrvati, a koji je stolovao u Kotoru i Prapratnici, i koji je imao ne malo zemlje pod sobom, da im pomogne i da s njima zajedno radi te da im dadne svoga sina kojega će oni proglasiti carem Bugarske".

Mihajlo se odazvao njihovoj molbi. Poslao je svog sina Bodina i dukljansku vojsku u kojoj su, osim Dukljana, bili i Hrvati.
Mihajlo je svog drugom sinu Petrislavu također je naredio neka pođe s četama u pomoć Bugarima. Petrislav koji je bio veliki župan u Raši, poslušao je očev nalog. 
Bugari su Bodina u Prištini na Kosovskom Polju proglasili za vladara. Nadjenuli su mu ime Petar.
Uskoro je izbio boj u kojem su se pobunjeničke snage srazile s bizantskim snagama koje su poslane za gašenje ustanka. Bodin je razbio Bizantince. Potom su se ustanici podijelili u dva pravca. Dio s Bodinom pošao je prema Podunavlju i prema Nišu. Drugi dio koje je vodio Bodinov doglavnik Petrilo zaputio se u temi Bugarske. 
Petrilove snage uspješno su nastavile pohod. Zauzele su Ohrid i Devol, no južno kod Kostura u jugozapadnoj Makedoniji Bizant ga je zaustavio, razbivši njegove čete. Prosinca 1073. Bizant je kod Paunovog Polja na južnom Kosovu porazio Bodinove snage, zarobio ga i živa otpremili u Carigrad. Ivan Skilica je zabilježio *"uhvatiše pak onoga, koji je iza Petrila zapovijedao Hrvatima i odvedu ga okovana caru (u Bizant)". 
Vojskovođa Petrilo spasio se bijegom. Pobjegao je preko gorja u Duklju k gospodaru Mihajlu. 
Bugarski je novoustoličeni car Bodin i Petrilov zamjenik odvedeni su kao ratni zarobljenici u Carigrad. Bijahu zatočeni u samostanu sv. Srgija (Srđa) i Baha. Taj se samostan nalazio tik do bizantskog dvora. Ta činjenica daje osnovu tezi da je bizantski kroničar Ivan Skilica koji je bio zapovjednikom carske tjelesne straže osobno bio razgovarao sa zatočenim ustaničkim vođama od kojih je osobno mogao čuti potvrdu da su Hrvati.